# Ортаарал
Ортаара́л (каз. Ортаарал) — село у складі Аягозького району Абайської області Казахстану. Входить до складу Тарбагатайського сільського округу.
Населення — 47 осіб (2021; 151 у 2009, 169 у 1999, 369 у 1989).
Національний склад станом на 1989 рік:
- казахи — 100 %